# Kathinka von Deichmann
Kathinka von Deichmann (Vaduz, 16 mei 1994) is een tennisspeelster uit Liechtenstein. Zij speelt rechtshandig en heeft een enkelhandige backhand. In 2018 kwalificeerde zij zich voor het US Open. Hiermee werd zij de eerste tennisspeler uit haar land die de hoofdtabel van een grandslamtoernooi wist te bereiken.

## Loopbaan
Von Deichmann begon op zesjarige leeftijd met het spelen van tennis. In 2012 won zij haar eerste ITF-toernooi, in Coimbra (Portugal).
In 2014 speelde zij haar eerste WTA-toernooi met de Oostenrijkse Yvonne Meusburger, op de Nürnberger Versicherungscup.
Zij stond in 2024 voor het eerst in een WTA-finale, op het WTA 125-toernooi van Boekarest – zij verloor van de Roemeense Miriam Bulgaru.

### Tennis in teamverband
Sedert 2009 vertegenwoordigt zij haar land in de Fed Cup – zij vergaarde daar een winst/verlies-balans van 23–14.

## Posities op deWTA-ranglijst
Positie per einde seizoen:
| jaar | rang enkelspel | rang dubbelspel |
| ---- | -------------- | --------------- |
| 2012 | 929            | 948             |
| 2013 | 411            | 462             |
| 2014 | 312            | 593             |
| 2015 | 410            | 804             |
| 2016 | 285            | 442             |
| 2017 | 197            | 559             |
| 2018 | 157            | 928             |
| 2019 | 275            | 466             |
| 2020 | 268            | 490             |
| 2021 | 324            | 713             |
| 2022 | 208            | –               |
| 2023 | 286            | 1269            |

## Palmares
| Legenda                 |
| ----------------------- |
| Grandslamtoernooi       |
| Olympische Spelen       |
| Year-End Championships  |
| Premier Mandatory       |
| Premier Five / WTA 1000 |
| Premier / WTA 500       |
| International / WTA 250 |
| Challenger / WTA 125    |

### WTA-finaleplaatsen enkelspel
| nr.              | finale     | toernooi      | ondergrond | tegenstandster | score         |         |
| ---------------- | ---------- | ------------- | ---------- | -------------- | ------------- | ------- |
| gewonnen finales |            |               |            |                |               |         |
| geen             |            |               |            |                |               |         |
| verloren finales |            |               |            |                |               |         |
| 1.               | 2024-09-15 | WTA Boekarest | gravel     | Miriam Bulgaru | 3-6, 6-1, 4-6 | details |

## Resultaten grandslamtoernooien
| Legenda | Legenda                          |
| ------- | -------------------------------- |
| g.t.    | geen toernooi gehouden           |
| l.c.    | lagere categorie                 |
| –       | niet deelgenomen                 |
| G       | uitgeschakeld in de groepsfase   |
| 1R      | uitgeschakeld in de eerste ronde |
| 2R      | uitgeschakeld in de tweede ronde |
| 3R      | uitgeschakeld in de derde ronde  |
| 4R      | uitgeschakeld in de vierde ronde |
| KF      | uitgeschakeld in de kwartfinale  |
| HF      | uitgeschakeld in de halve finale |
| F       | de finale verloren               |
| W       | het toernooi gewonnen            |
| w-v     | winst/verlies-balans             |

### Enkelspel
| toernooi        | 2018 |
| --------------- | ---- |
| Australian Open | –    |
| Roland Garros   | –    |
| Wimbledon       | –    |
| US Open         | 1R   |